# Cometa Shoemaker-Levy 9
La cometa Shoemaker-Levy 9 (formalmente designata 1993e e D/1993 F2) è divenuta famosa perché è stata la prima cometa osservata durante la sua caduta su un pianeta. Scoperta il 25 marzo 1993 dagli astronomi Eugene e Carolyn S. Shoemaker e da David Levy, analizzando lastre fotografiche dei dintorni di Giove, destò immediatamente l'interesse della comunità scientifica; non era mai accaduto infatti che una cometa fosse scoperta in orbita attorno ad un pianeta e non al Sole. Catturata tra la seconda metà degli anni sessanta ed i primi anni settanta da Giove, le interazioni tra il gigante gassoso e la cometa ne avevano causato la disgregazione in 21 frammenti. Nel 1993 si presentava all'osservatore come una lunga fila di punti luminosi immersi nella luminescenza delle loro code, indicati spesso sui giornali come "la collana di perle".
Gli studi dell'orbita della cometa portarono alla conclusione che essa sarebbe precipitata sul pianeta nel luglio del 1994. Fu quindi avviata un'estesa campagna osservativa che coinvolse numerosi osservatori a Terra e diverse sonde nello spazio per la registrazione dell'evento. Tra il 16 ed il 22 luglio 1994, i frammenti della cometa caddero su Giove in un vero e proprio bombardamento. Le macchie scure che si formarono sul pianeta furono osservabili dalla Terra per diversi mesi prima di essere riassorbite dall'atmosfera di Giove. L'evento ebbe una rilevanza mediatica considerevole, ma contribuì notevolmente anche alle conoscenze scientifiche sul Sistema solare. In particolare, permise di effettuare misurazioni sugli strati profondi dell'atmosfera gioviana, normalmente inaccessibili, e sottolineò il ruolo svolto da Giove nel ridurre i detriti spaziali presenti nel Sistema solare interno.

## Scoperta

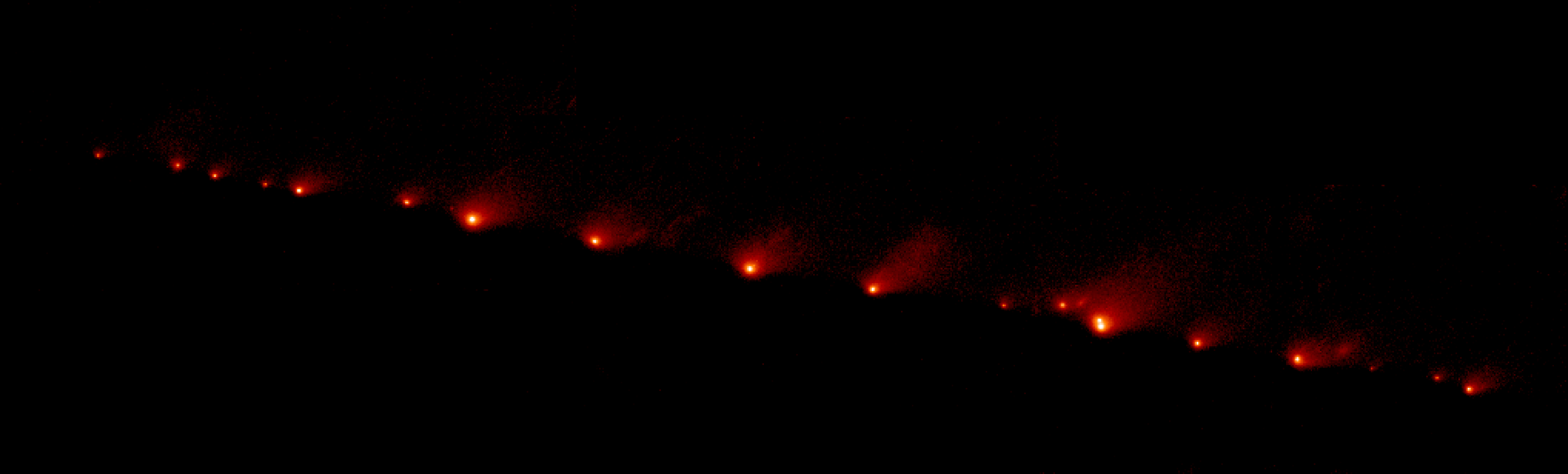
Immagine dei frammenti della cometa Shoemaker-Levy 9 ripresa dal Telescopio spaziale Hubble il 17 maggio 1994.

La cometa fu scoperta nella notte del 24 marzo 1993 dagli Shoemaker e da Levy in una fotografia ripresa con il telescopio Schmidt da 0,4 metri al Mount Palomar Observatory in California, mentre conducevano un programma di osservazioni dedicato alla rilevazione di oggetti near-Earth. A differenza di tutte le altre comete scoperte prima di allora, la Shoemaker-Levy 9 era in orbita attorno a Giove invece che attorno al Sole. La serendipica scoperta della cometa mise velocemente in secondo piano gli scopi originali delle loro osservazioni.
SL9 fu la nona cometa periodica (una cometa il cui periodo orbitale è inferiore a 200 anni) scoperta dalla coppia di astronomi, e la loro undicesima scoperta includendo anche due comete non periodiche. La scoperta fu annunciata nella circolare IAU 5725 del 26 marzo 1993.
L'immagine della scoperta fornì i primi indizi che SL9 era una cometa insolita. Essa presentava infatti nuclei multipli contenuti in una regione allungata lunga 50 arcosecondi e larga 10. Brian Marsden del Central Bureau for Astronomical Telegrams notò che la cometa era nelle vicinanze del pianeta gigante e suggerì che potesse essere stata frammentata dalla gravità gioviana.

## Orbita

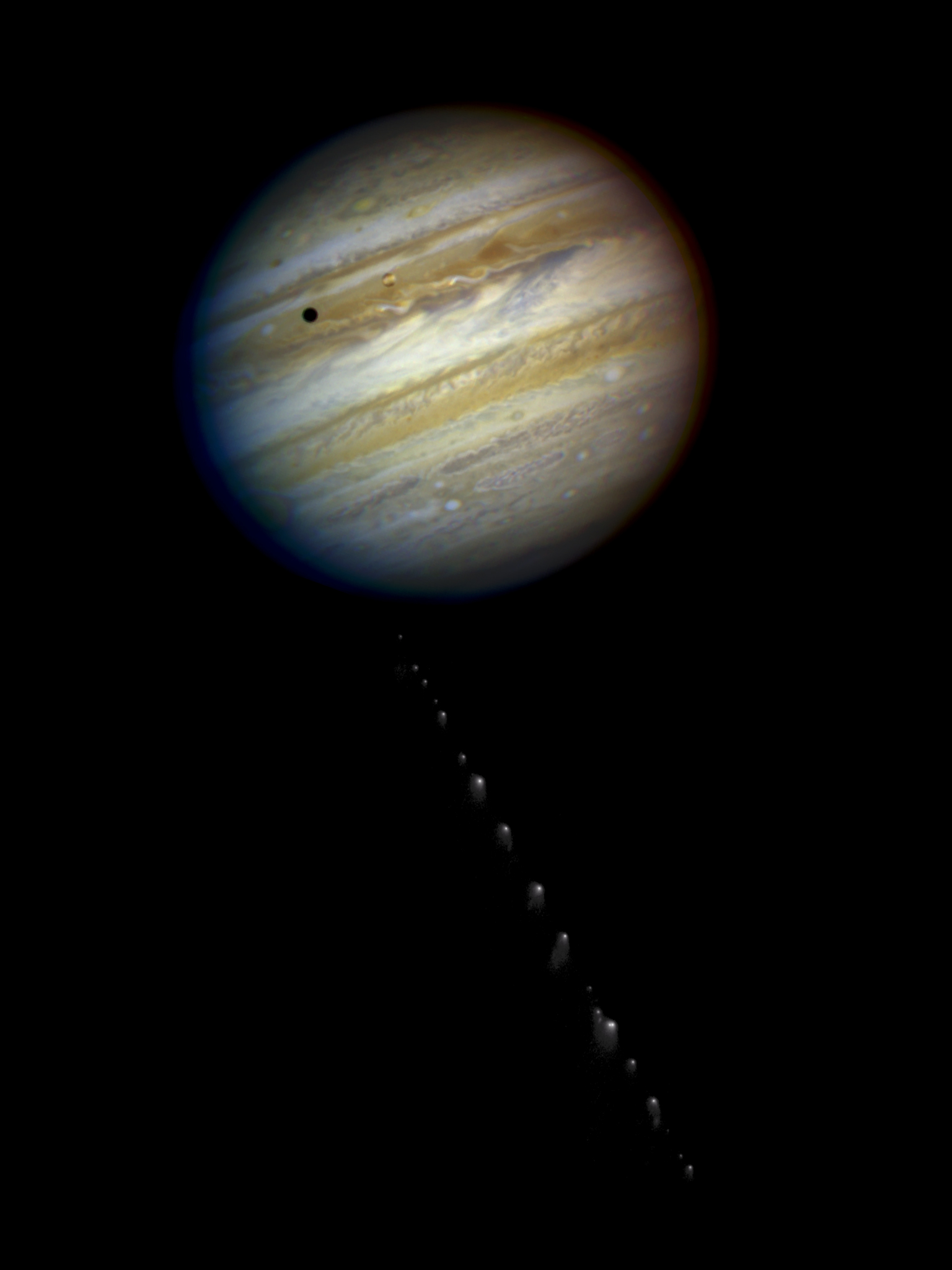
Fotomontaggio che mostra Giove e i frammenti della cometa

Gli studi orbitali della cometa appena scoperta rivelarono che essa orbitava attorno a Giove completando una rivoluzione ogni 2 anni e percorrendo un'orbita caratterizzata da un apogiovio di 0,33 unità astronomiche (49 000 000 km) e da un'eccentricità piuttosto elevata, pari a 0,9986.
La cometa aveva già completato diverse orbite attorno a Giove prima di essere rilevata. Gli studi condotti sulla sua orbita rivelarono infatti che era stata catturata dal pianeta all'inizio degli anni settanta o a metà degli anni sessanta, mentre era in orbita attorno al Sole. Prima di allora era probabilmente una cometa di breve periodo con un afelio appena all'interno dell'orbita di Giove e un perielio interno alla fascia di asteroidi. Furono individuate anche alcune immagini precedenti alla scoperta, tra cui quelle del 15 marzo di Kin Endate, del 17 marzo di S. Otomo e del 19 marzo di Eleanor Francis Helin. Non furono trovate immagini risalenti ad un periodo precedente al mese di marzo del 1993.
Il volume di spazio all'interno del quale si può dire che un corpo è in orbita attorno a Giove è definito dalla sfera di Hill (o sfera di Roche) di Giove. Quando, nell'anno della sua cattura, la cometa transitò nei pressi del gigante gassoso, si trovò leggermente all'interno della sfera di Hill del pianeta e probabilmente in un tratto dell'orbita in prossimità dell'afelio, cioè in corrispondenza del quale il movimento relativo della cometa rispetto a Giove era molto piccolo. L'attrazione gravitazionale esercitata da Giove fu quindi sufficiente a mutare l'orbita della cometa da un'orbita intorno al Sole ad una molto eccentrica attorno al gigante gassoso.
Il 7 luglio 1992 passò ad una distanza minima di 40000 km dalle nubi gioviane, molto all'interno dell'orbita di Metis e del limite di Roche del pianeta, dove le forze di marea sono sufficientemente intense da disintegrare un corpo celeste tenuto insieme dalla sola forza di gravità. Sebbene la cometa fosse già transitata nelle vicinanze di Giove precedentemente, l'incontro del 7 luglio fu il più vicino e gli studiosi ritengono che possa essere stato quello in cui il nucleo della cometa si frantumò. Ad ogni frammento fu assegnata una lettera dell'alfabeto identificativa (dalla A alla W), secondo una prassi già adottata precedentemente.
Gli astronomi, in base ai dati orbitali, dedussero che la cometa sarebbe passata a meno di 45000 km dal centro di Giove (una distanza inferiore al raggio del pianeta) nel luglio del 1994; c'era quindi un'altissima probabilità che la cometa entrasse in collisione con il gigante gassoso. Gli studi suggerirono inoltre che la sequenza degli impatti del gruppo di frammenti sarebbe durata circa 5 giorni.

### Previsione della collisione

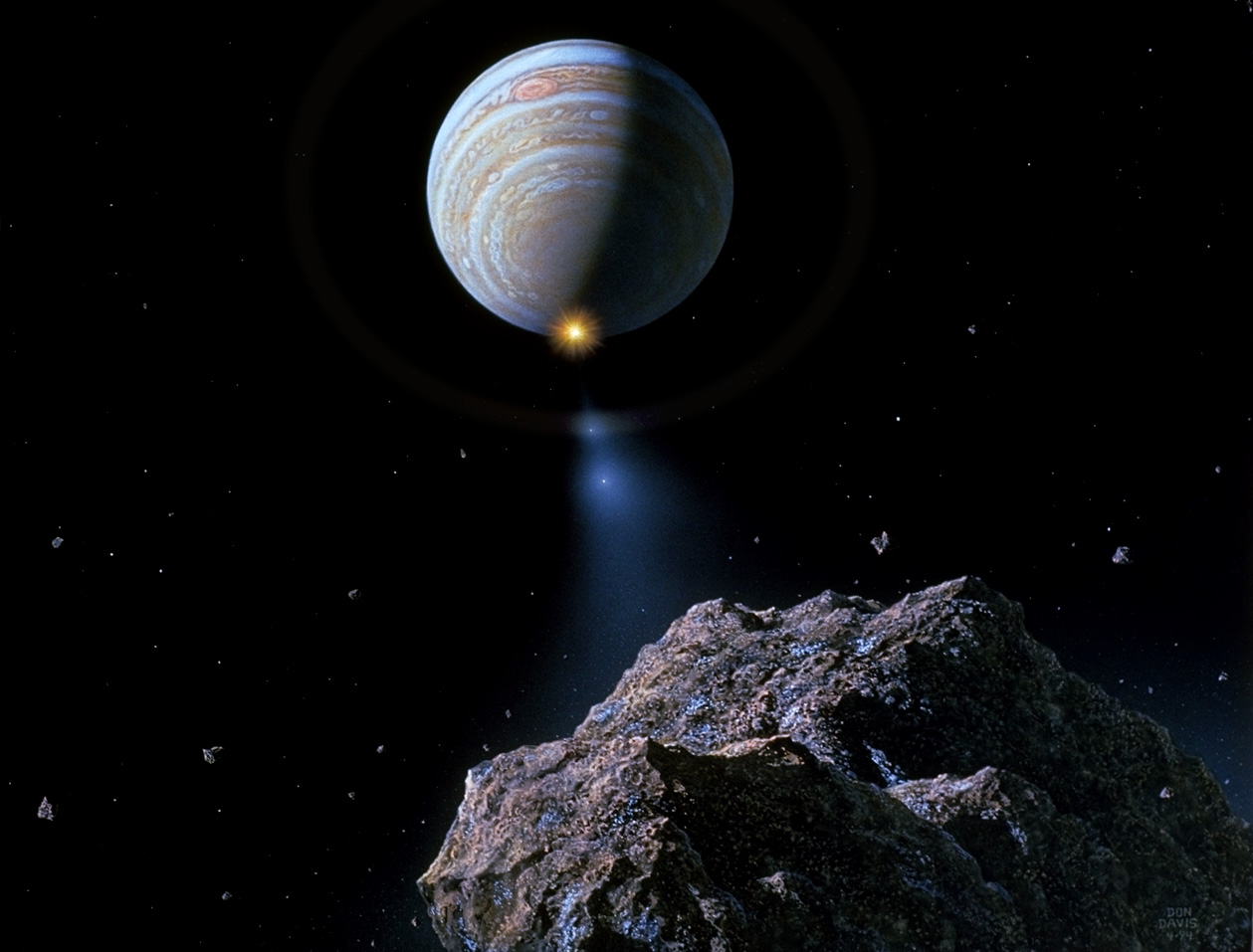
Riproduzione artistica di un frammento della cometa in rotta di collisione con Giove

La previsione della collisione galvanizzò la comunità scientifica, che non aveva mai assistito allo spettacolo offerto dalla collisione tra due corpi significativi del sistema solare. Furono condotti studi accurati della cometa e, quando la sua orbita fu determinata con precisione, la possibilità di collisione divenne certezza. Questo evento avrebbe costituito un'opportunità unica per osservare l'atmosfera di Giove: la collisione avrebbe provocato eruzioni di materiali provenienti da strati atmosferici profondi, normalmente preclusi all'osservazione.
Gli astronomi stimarono che i frammenti visibili della cometa variavano da qualche centinaio di metri fino al massimo di due chilometri, suggerendo che il nucleo cometario originario potesse aver raggiunto i 5 km di diametro, più grande di quello della cometa Hyakutake. Nel dibattito che precedette le collisioni, una delle principali controversie riguardava le capacità di osservazione dalla Terra; alcuni ritenevano impossibile vedere le conseguenze degli impatti, ma solo la manifestazione luminosa che si sarebbe verificata nel momento in cui i frammenti sarebbero bruciati nell'atmosfera, come gigantesche meteore. Altri suggerirono che in conseguenza degli impatti il pianeta sarebbe stato attraversato da una serie di onde gravitazionali, che l'aumento del quantitativo di polvere avrebbe determinato un aumento della foschia stratosferica ed infine un incremento della massa del sistema di anelli di Giove.

## L'impatto

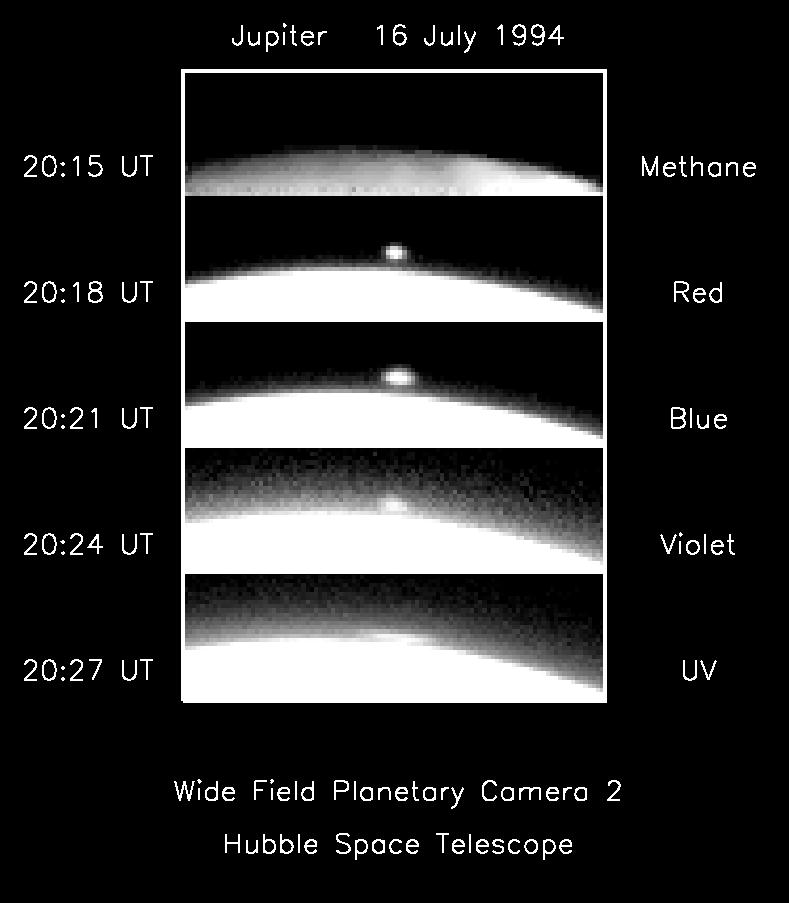
Immagini del telescopio Hubble di una palla di fuoco del primo impatto che appare sul bordo del pianeta

All'avvicinarsi della data prevista per l'impatto, crebbe la trepidazione nella comunità scientifica e non. Molti telescopi a Terra e diversi osservatori spaziali furono puntati verso Giove, tra questi ultimi: il Telescopio spaziale Hubble, il satellite ROSAT e la sonda Galileo, che era in rotta per un rendezvous con il pianeta previsto per il 1995. Gli impatti avvennero nel lato del pianeta opposto alla Terra, ma la sonda Galileo fu in grado di osservarli direttamente da una distanza di 1,6 UA. La rapida rotazione di Giove rese i siti degli impatti visibili dalla Terra qualche minuto dopo l'evento.
Per l'occasione, altre due sonde in missione nello spazio profondo furono puntate verso Giove: la Ulysses a 2,6 UA di distanza dal pianeta, progettata principalmente per lo studio del Sole, e la Voyager 2, in quel momento a 44 UA da Giove e diretta verso l'esterno del sistema solare dopo aver sorvolato Nettuno nel 1989, che fu programmata per registrare le emissioni radio nelle frequenze tra 1 e 390 kHz.
Il primo impatto avvenne alle 20:13 UTC del 16 luglio 1994, quando il frammento A del nucleo colpì l'emisfero meridionale del pianeta ad una velocità di 60 km/s. Gli strumenti a bordo della sonda Galileo rilevarono una palla di fuoco che raggiunse la temperatura di 24000 K, prima di espandersi e raffreddarsi a 1500 K in circa 40 secondi. Il pennacchio raggiunse una altezza di circa 1000 km.

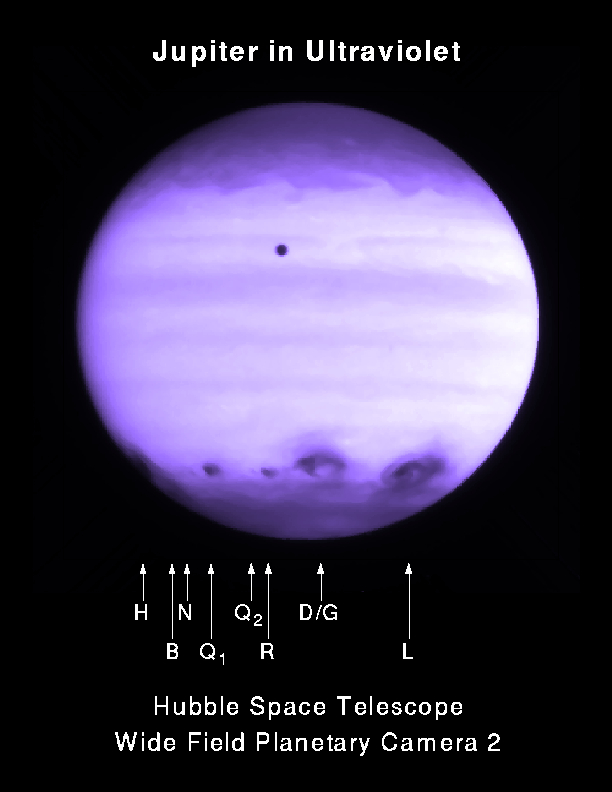
Immagini di Giove nell'ultravioletto poche ore dopo l'impatto del frammento R.

Dopo qualche minuto gli strumenti misurarono un nuovo aumento di temperatura, probabilmente causato dai materiali espulsi che ricadevano verso il pianeta. Gli osservatori a terra individuarono la palla di fuoco mentre si sollevava dal bordo del pianeta poco dopo l'impatto iniziale.
Gli effetti oltrepassarono le previsioni degli astronomi: molti osservatori videro subito dopo il primo impatto un'enorme macchia scura, visibile anche con piccoli telescopi, di dimensioni pari a 6000 km (valore prossimo a quello del raggio terrestre). Tale macchia e quelle che si formarono in seguito agli impatti successivi presentavano una forma marcatamente asimmetrica, con un semianello più spesso nella direzione opposta rispetto a quella di impatto. Gli studiosi ritennero che esse fossero composte principalmente dai detriti.
Nei successivi sei giorni, vennero osservati altri 21 impatti, il maggiore dei quali avvenne il 18 luglio alle 7:33 UTC e fu causato dalla collisione del frammento G. Questo evento creò un'enorme macchia scura con dimensioni di 12000 km, e sprigionò l'energia stimata equivalente a 6 milioni di megaton (circa 750 volte l'energia dell'intero arsenale nucleare mondiale). Il 19 luglio due impatti, separati da un periodo di 12 ore, crearono degli effetti simili a quelli del frammento G. L'ultimo frammento, contrassegnato con la lettera W, colpì Giove il 22 luglio.

## Osservazione e scoperte

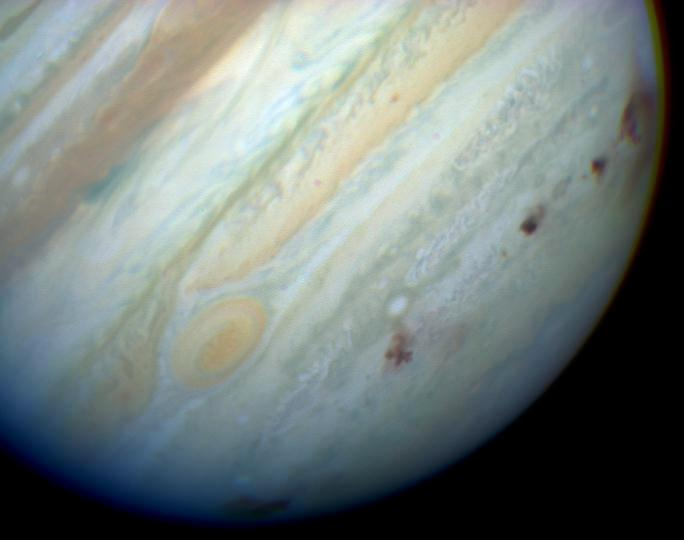
Macchie scure contrassegnano i siti di impatto nell'emisfero meridionale del pianeta

### Studi chimici
Gli osservatori speravano che gli impatti avrebbero fornito dettagli sugli strati di Giove al di sotto delle nuvole più superficiali, dal momento che i materiali in profondità sarebbero stati esposti dai frammenti di cometa in caduta attraverso l'atmosfera superiore. Le osservazioni spettroscopiche dei siti d'impatto rivelarono le linee di assorbimento caratteristiche dello zolfo biatomico (S2) e del disolfuro di carbonio (CS2): fu la prima volta che questi composti furono rilevati su Giove e solo la seconda che lo zolfo biatomico fosse rivelato in un corpo celeste diverso dalla Terra. Furono individuati anche ammoniaca (NH3) ed acido solfidrico (H2S). Le quantità di zolfo rilevate erano molto superiori a quelle contenute in un piccolo nucleo cometario; fu quindi ipotizzato che questi materiali provenissero effettivamente dall'interno del pianeta. Con grande sorpresa degli astronomi, non furono rilevati composti di zolfo ed ossigeno, come ad esempio l'anidride solforosa (SO2).
Oltre a queste molecole, furono identificate emissioni di atomi pesanti come ferro, magnesio e silicio, in quantità corrispondenti a quelle presenti nei nuclei cometari. Sebbene fossero rilevate quantità significative di acqua, esse furono inferiori alle aspettative, quindi o l'ipotetico strato di acqua gioviano è più sottile del previsto, oppure i frammenti di cometa non hanno raggiunto una profondità sufficiente.

### Onde di gravità
Come era stato previsto, le collisioni generarono enormi onde di gravità che viaggiarono attraverso il pianeta ad una velocità di 450 m/s e che furono osservate per più di due ore dopo l'impatto. Alcuni studiosi ritengono che tali onde si fossero propagate attraverso uno strato stabile, che ha funzionato come una guida d'onda, posto in corrispondenza dell'ipotetico strato troposferico delle nubi d'acqua. Tuttavia, le spettrografie sembrano indicare che i frammenti non avrebbero raggiunto lo strato d'acqua e le onde allora potrebbero essersi propagate all'interno della stratosfera.

### Altre osservazioni

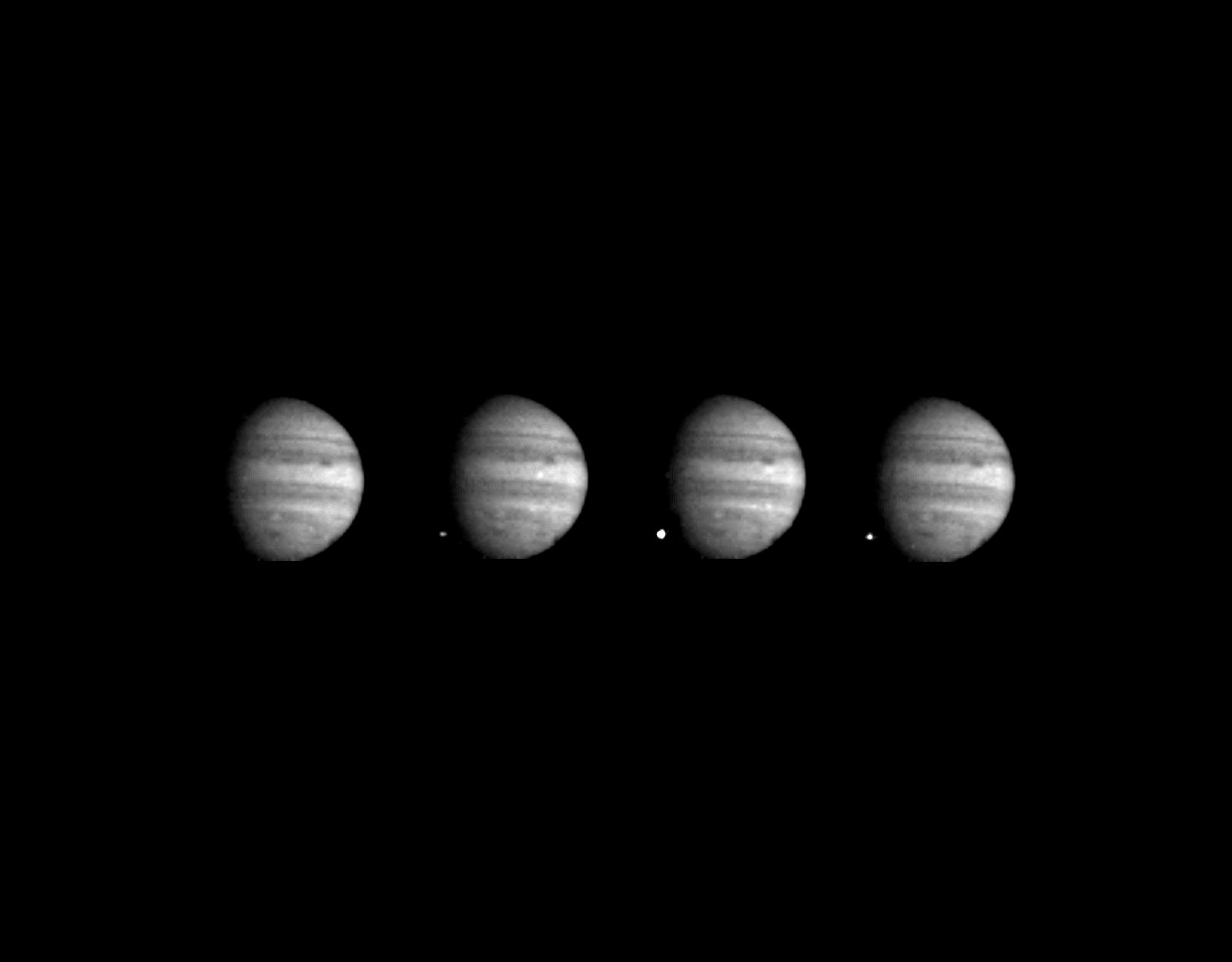
Sequenza di immagini riprese dalla sonda Galileo ad intervalli di diversi secondi, che mostrano l'aspetto dalla palla di fuoco provocata dal frammento G

Le osservazioni radio rilevarono un netto incremento delle emissioni ad una lunghezza d'onda di 21 cm dopo l'impatto principale, che raggiunse il 120% del normale livello di emissione del pianeta. Si pensa che siano state dovute alla radiazione di sincrotrone generata dall'immissione di elettroni relativistici - elettroni con velocità prossime a quella della luce - nella magnetosfera gioviana.
Un'ora dopo la collisione del frammento K, gli osservatori registrarono un'aurora nei pressi del sito di impatto, e nella zona diametralmente opposta, valutata rispetto al campo magnetico di Giove. La causa di queste emissioni fu difficile da stabilire, essendo limitate le conoscenze del campo magnetico interno del pianeta e della geometria dei siti di impatto. Le onde d'urto in accelerazione verso l'alto potrebbero aver accelerato a sufficienza le particelle cariche da provocare un'aurora, un fenomeno tipicamente associato alle particelle veloci del vento solare che colpiscono l'atmosfera di un pianeta nei pressi di un polo magnetico.
Alcuni astronomi hanno suggerito che gli impatti possano aver avuto effetti notevoli anche sul toro ionico presente attorno a Giove in corrispondenza dell'orbita di Io. Tuttavia, studi spettroscopici a risoluzione elevata rilevarono, durante gli impatti e nel periodo seguente, variazioni entro la norma nella densità degli ioni, nella velocità di rotazione e nelle temperature.

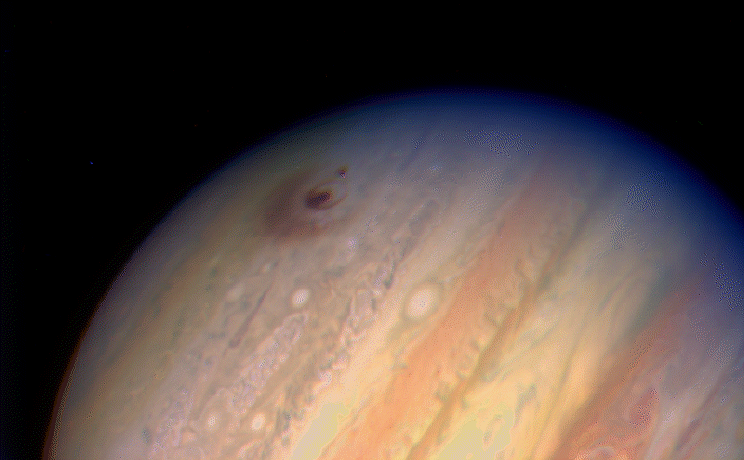
Nell'immagine è visibile la macchia scura apparsa su Giove dopo l'impatto del frammento G del nucleo cometario. È evidente l'asimmetricità della formazione e la predominanza rispetto alle formazioni tipiche dell'atmosfera gioviana

## Analisi dopo l'impatto
Una delle sorprese dell'impatto fu rappresentata dalle minori quantità d'acqua rilevate rispetto alle aspettative. Prima dell'impatto, i modelli dell'atmosfera gioviana indicavano che la disintegrazione dei frammenti più grandi sarebbe avvenuta a pressioni comprese tra 30 kPa e qualche MPa (da 0,3 a qualche decina di bar). Alcuni prevedevano che i frammenti del nucleo cometario sarebbero penetrati fino ad uno strato interno ricco d'acqua e che un velo bluastro avrebbe coperto la regione interessata dagli impatti.
I successivi studi non rilevarono grandi quantitativi d'acqua e suggerirono che la frammentazione e la distruzione dei frammenti cometari fossero avvenute ad altezze probabilmente maggiori rispetto al previsto. Anche il frammento più grande potrebbe essere stato distrutto quando la pressione raggiunse i 250 kPa (2,5 bar), molto sopra all'ipotetico strato d'acqua. I frammenti minori furono probabilmente distrutti addirittura prima di raggiungere lo strato delle nubi.

## Effetti a lungo termine
I segni lasciati dall'evento rimasero visibili a lungo e furono descritti come più visibili della famosa Grande Macchia Rossa. Probabilmente furono i fenomeni transitori più importanti mai osservati sul pianeta, e mentre la Grande Macchia Rossa risalta per il suo colore, non fu mai registrata alcuna macchia di dimensioni e colori simili a quelle provocate dalla cometa.
Le osservazioni spettroscopiche mostrarono che l'ammoniaca e il solfuro di carbonio rimasero nell'atmosfera almeno per quattordici mesi dopo l'evento, con un eccesso di ammoniaca nella stratosfera (normalmente l'ammoniaca è presente invece nella troposfera).
La temperatura atmosferica tornò ai livelli normali molto più velocemente nei punti di impatto maggiori rispetto a quelli minori. Nei primi, infatti, le temperature aumentarono in una regione ampia da 15000 a 20000 km, ma scesero a valori normali entro una settimana dall'evento. Nei punti più piccoli, temperature di 10 K superiori rispetto ai siti circostanti persistettero invece per almeno due settimane. Le temperature della stratosfera aumentarono immediatamente dopo gli impatti, per scendere due o tre settimane dopo a valori di temperatura inferiori rispetto alla situazione precedente agli impatti. Soltanto in seguito tornarono lentamente a valori normali.

## Interazione tra Giove e le comete

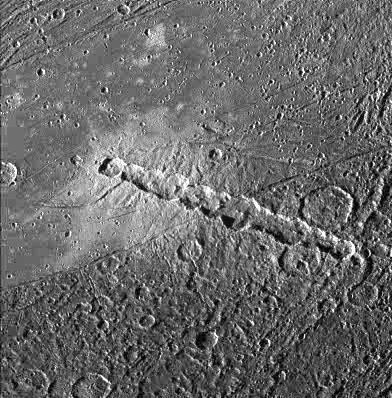
Una catena di crateri su Ganimede generata probabilmente dalla collisione dei frammenti di una cometa. L'immagine ricopre un'area di circa 190 km di lato.

La cometa Shoemaker-Levy 9 non è l'unica ad aver orbitato per qualche tempo attorno a Giove; da studi condotti sulle orbite di numerose comete periodiche, si è potuto dedurre che almeno altre tre comete (82P/Gehrels, 111P/Helin-Roman-Crockett e 147P/Kushida-Muramatsu) sono state temporaneamente catturate dal pianeta (sebbene non siano state osservate se non in orbita attorno al Sole). Gli studi hanno confermato che Giove, il maggiore pianeta del sistema solare, è in grado di catturare frequentemente comete in orbita attorno al Sole. In genere, le comete in orbita attorno a Giove seguono orbite instabili poiché altamente ellittiche e perturbabili dalla gravità del Sole durante il transito per l'apogiovio (il punto di massima distanza dal pianeta). In uno studio condotto nel 1997, è stato stimato che una cometa di 0,3 km di diametro cada sul pianeta una volta ogni 500 anni; mentre per una cometa di 1,6 km di diametro la frequenza scende ad una ogni 6000 anni. Gli impatti di comete delle dimensioni di SL9 sono ancora più rari.
Esistono prove consistenti che alcune comete siano state frammentate e siano entrate in collisione con Giove e le sue lune. Durante le missioni Voyager sono state individuate 13 catene di crateri su Callisto e tre su Ganimede, la cui origine era inizialmente sconosciuta. Mentre le catene di crateri osservate sulla Luna spesso si irradiano da crateri maggiori e comunemente si ritiene che siano state create da impatti secondari del materiale espulso dalla collisione principale, quelle presenti sulle lune gioviane non sono collegate ad un cratere principale, ed è probabile invece che siano state create da frammenti cometari.
L'evento accaduto su Giove ha evidenziato il suo ruolo di "aspirapolvere cosmico" per il sistema solare interno. Il notevole campo gravitazionale di Giove attira molte piccole comete e asteroidi rendendolo una frequente sede di impatti, da 2000 a 8000 volte più frequenti rispetto al tasso di impatti sul pianeta Terra. Senza Giove, la probabilità di impatto sui pianeti interni del sistema solare sarebbe molto più elevata.
La caduta della Shoemaker-Levy 9 ha fatto riflettere sulla possibilità che eventi analoghi siano accaduti in passato e possano accadere in futuro e ha rafforzato le teorie delle estinzioni da impatto. È generalmente accettata la teoria dell'impatto di un asteroide come causa dell'estinzione dei dinosauri al termine del periodo cretacico. Alcuni astronomi hanno ipotizzato che senza l'azione di Giove queste estinzioni di massa sarebbero potute essere più frequenti sulla Terra, precludendo la possibilità di sviluppo per forme di vita complesse. Queste argomentazioni fanno parte dell'ipotesi della rarità della Terra (Rare Earth hypothesis).

## La collisione nella cultura di massa
L'impatto dei frammenti della cometa Shoemaker-Levy 9 su Giove fu seguito con grande interesse dalla comunità scientifica, ma destò anche clamore nell'opinione pubblica. All'evento infatti fu dedicata una estesa copertura mediatica e molti ne evidenziarono la portata storica. Inoltre, alcuni aspetti della collisione poterono essere direttamente osservati da chiunque possedesse un telescopio, ed in effetti furono molto numerosi gli osservatori che puntarono in quelle sere i propri strumenti su Giove.
Le collisioni della cometa Shoemaker-Levy 9 attirarono l'attenzione sui pericoli derivanti dall'impatto di una cometa o di un asteroide con il nostro pianeta. Furono espresse posizioni fra loro anche molto distanti, dal catastrofismo alla sottovalutazione del rischio. Tra le forme di comunicazione, ci fu la produzione nel 1998 dei film Deep Impact di Mimi Leder, che narra delle vicende che precedono lo schianto di una cometa sulla Terra, ed Armageddon di Michael Bay, in cui un gruppo di astronauti riesce a disgregare un asteroide prima dell'impatto sul nostro pianeta.
Tra le forme espressive ispirate alla collisione, c'è la canzone Jupiter Crash, scritta nel 1996 dalla band post-punk inglese The Cure.
Lo scontro della cometa è pure menzionato nel film Ma quando arrivano le ragazze? del regista Pupi Avati.

### Titoli generali
- H. Reeves, L'evoluzione cosmica, Milano, Rizzoli–BUR, 2000, ISBN 88-17-25907-1.
- AA.VV., L'Universo - Grande enciclopedia dell'astronomia, Novara, De Agostini, 2002.
- J. Gribbin, Enciclopedia di astronomia e cosmologia, Milano, Garzanti, 2005, ISBN 88-11-50517-8.
- W. Owen, et al, Atlante illustrato dell'Universo, Milano, Il Viaggiatore, 2006, ISBN 88-365-3679-4.
- M. Rees, Universo. Dal big bang alla nascita dei pianeti. Dal sistema solare alle galassie più remote, Milano, Mondadori Electa, 2006,  p. 512.

### Titoli specifici

#### Sul sistema solare
- M. Hack, Alla scoperta del sistema solare, Milano, Mondadori Electa, 2003,  p. 264.
- F. Biafore, In viaggio nel sistema solare. Un percorso nello spazio e nel tempo alla luce delle ultime scoperte, Gruppo B, 2008,  p. 146.
- (EN) Vari, Encyclopedia of the Solar System, Gruppo B, 2006,  p. 412, ISBN 0-12-088589-1.

#### Su Giove
- (EN) Reta Beebe, Jupiter: The Giant Planet, 2ª ed., Washington, Smithsonian Institute Press, 1996, ISBN 1-56098-685-9.
- (EN) D. C. Jewitt; S. Sheppard; C. Porco, F. Bagenal; T. Dowling; W. McKinnon, Jupiter: The Planet, Satellites and Magnetosphere (PDF), Cambridge, Cambridge University Press, 2004, ISBN 0-521-81808-7. URL consultato il 26 marzo 2009 (archiviato dall'url originale il 14 giugno 2007).
- (EN) Linda T. Elkins-Tanton, Jupiter and Saturn, New York, Chelsea House, 2006, ISBN 0-8160-5196-8.

#### Sulla cometa
- (EN) David H. Levy, Impact Jupiter: The Crash of Comet Shoemaker-Levy 9, Basic Books, 2003, ISBN 0-7382-0880-9.
- (EN) John R. Spencer, Jacqueline Mitton, The Great Comet Crash: The Impact of Comet Shoemaker-Levy 9 on Jupiter, Cambridge University Press, 1995, ISBN 0-521-48274-7.
- David H. Levy, Eugene M. Shoemaker; Carolyn S. Shoemaker, La cometa Shoemaker-Levy 9 incontra Giove, in Angioletta Coradini (a cura di), Il Sistema solare, «Le Scienze quaderni» numero 111, dicembre 1999,  pp. 59-67. Già pubblicato su «Le Scienze» n. 326, ottobre 1995.